# Altenholz
Altenholz település Németországban, Schleswig-Holstein tartományban. Lakosainak száma 9927 fő (2023. december 31.).

## Népesség
A település népességének változása:
| Lakosok száma | 7706 | 10 004 | 9880 | 9935 | 9986 | 10 024 | 9965 | 9927 |
|               | 1975 | 2010   | 2014 | 2017 | 2019 | 2021   | 2022 | 2023 |